# Pompeius Demetrescu
Pompeius Demetrescu (n. 3 aprilie 1893 – d. 10 iunie 1953) a fost un general român care a îndeplinit funcții de comandă în timpul celui de-al Doilea Război Mondial.
A fost înaintat la gradul de general de brigadă la 23 martie 1944 și la gradul de general de divizie la 16 aprilie 1947, cu vechimea de la 10 mai 1946.
Generalul de divizie Pompeius Demetrescu a fost trecut în cadrul disponibil la 9 august 1946, în baza legii nr. 433 din 1946, și apoi, din oficiu, în poziția de rezervă la 9 august 1947.

## Legături externe
- en  Generals.dk